# Život drugih
Život drugih (njem. Das Leben der Anderen) film je Floriana Henckel von Donnersmarcka iz 2006.
Prikazuje sudbinu umjetničkog para kojeg motre djelatnici ministarstva za državnu sigurnost i doušnici koji su zaduženi za scenu kulture u istočnom Berlinu. Drama se općenito bavi s poviješću Njemačke Demokratske Republike.

## Radnja
Radnja se zbiva u Istočnoj Njemačkoj 1980-ih godina. Govori o preobraženju inteligentnog i iskusnog službenika zloglasne državne sigurnosti (poznatije pod imenom Stasi-komunistička tajna policija
u potajnog zaštitnika neprijatelja socijalizma.
Kapetan Gerd Wiesler (Ulrich Muehe) je agent istočnonjemačke službe državne sigurnosti. Wiesler potajno prati i istražuje živote ljudi koji predstavljaju opasnost za državu. Nakon poziva bivšeg školskog kolege, poručnika Antona Grubitza (Ulrich Tukur) na kazališnu predstavu poznatog i uspješnog kazališnog pisca Georga Dreymana (Sebastian Koch), ministar Bruno Hempf (Thomas Thieme) obavješćuje Wieslera da smatra da je Dreyman disident. Grubitz zbog želje za unapređenjem, imenuje Wieslera kao špijuna da mu pomogne u istrazi prisluškanjem. 
Wiesler postavlja uređaje za prisluškivanje u Dreymanov stan i počinje danonoćni nadzor pisca i glumice. Dok Wiesler pomno prati Dreymanov dnevni život u tajnoj prostorije za nadzor koja se nalazi na tavanu, otkriva da se pisac ponaša kao lojalni podanik režima. 
Obrazovani Wiesler postaje sve više i više fasciniran svijetom umjetnosti a i kazališni par mu biva sve simpatičniji.
Međutim s vremenom zaključak mjenja kad Dreyman saznaje da se Christa-Maria zbog ucjene upustila u vezu s Brunom Hempfom i da je Dreymanov prijatelj, redatelj Albert Jerska (Volkmar Kleinert) doveden je do samoubojstva jer se nalazi na crnom popisu vlade. 
Tada prestaje Dreymanova lojalnost i zapadnonjemačkim novinama der Spiegel šalje anonimni članak o golemom broju samoubojstava u DDR-u koji je usmjereno protiv socijalističke istočnonjemačke vlasti što izaziva bijes visokih vladinih dužnosnika.

## Nagrade i nominacije
Film je postigao veliku gledanost u Njemačkoj. Debitantski igrani film tada 32-godišnjeg von Donnersmarcka prvo je osvojio rekordnih 11 nominacije Njemačkih nacionalnih nagrada.
Nakon toga je osvoijo i Europske i svjetske filmske nagrade (film, scenarij i glumac)a.
Oscar
- Najbolji strani film (dobitnik)

Zlatni globus
- Najbolji film na stranom jeziku ((nominiran))

BAFTA
- Najbolji film na stranom jeziku (dobitnik)
- Najbolji film (nominiran)
- Najbolji glumac (Ulrich Mühe, nominiran)

Nagrada César
- Najbolji strani film (dobitnik)

## Vanjske poveznice
- Webstranica Život drugih  Arhivirana inačica izvorne stranice od 12. prosinca 2009. (Wayback Machine)
- Život drugih u internetskoj bazi filmova IMDb-a
- filmski net  Arhivirana inačica izvorne stranice od 25. siječnja 2010. (Wayback Machine)